# Phryneta pulchra
Phryneta pulchra är en skalbaggsart som beskrevs av Friedrich F. Tippmann 1958. Phryneta pulchra ingår i släktet Phryneta och familjen långhorningar. Inga underarter finns listade i Catalogue of Life.